# Будинок Гортинських
Будинок дворянської родини Гортинських — пам'ятка архітектури в Чернігові. Нині в ній розміщується Чернігівська обласна стоматологічна поліклініка.

## Охоронний статус
Наказом Головного управління культури туризму та охорони культурної спадщини Чернігівської обласної державної адміністрації від 24.10.2011 № 217 надано статус знову виявленої пам'ятки історії під охоронним № 8124 та назвою Будинок дворянської родини Гортинський. 
Будівля розташована в «комплексній охоронній зоні пам'яток історичного центру міста», згідно правил забудови і використання території. Не має власної «території пам'ятки», не встановлена інформаційна дошка.

## Історія
На початку 1860-х років Василь Стефанович Гортинський, який належав до дворянського роду з Могильовської губернії, придбав у статського радника Миколи Салича будинок, який знаходився при спуску в напрямку Лісковиці. На початку 1850-х років Василь Стефанович займав посаду Чернігівського губернського лікарського інспектора. Василь Стефанович був одружений з Олександрою Михайлівною Лагода (1833 р.н.), у них було четверо дітей: сини Петро (1857) і Василь (1859), дочки Марія (1854) і Ольга (1855).
Молодша дочка Ольга закінчила Чернігівську жіночу гімназію, потім навчалася в Петербурзі і в університеті Женеви [2] на факультеті природничих наук. Як і старший брат, брала участь в народовольческом русі. У 1884 році, після заслання Петра в Енисейский край, Ольга повернулася до Чернігова, підтримувала і допомагала батькові до його смерті. 26 квітня 1889 помер Василь Стефанович, а Ольга переїжджає в Катеринославську губернію.
У Василя Стефановича були молодший брат Олександр (1 823) та сестри Мірар (1814) і Юлія (1813). У Мірар не було власної сім'ї і жила вона разом сім'єю Василя Стефановича. Вона померла через кілька місяців після брата. Юлія вступила в шлюб з Устимом Дейша, який служив в поштовому відомстві міста Ржев, і народила дочку Віру, дружину письменника М. М. Коцюбинського. У 1876 році після смерті чоловіка Юлія повернулася до Чернігова і оселилася в будинку навпроти садиби Гортинський. Юлія займала посаду начальниці Чернігівського єпархіального жіночого училища.
Племінник Василя Стефановича - Олександр Олександрович Гортинський був останнім власником садиби. У 1907 році Олександр Олександрович був обраний гласним Чернігівської повітової земської управи від дворянства, а в жовтні того е роки - членом управи. В одному з будинків садиби розміщувалося страхове відділення Чернігівського губернського земства.
Після Жовтневої революції, в 1917 році будинок був націоналізований, який використовувався під житло і частково під музей революції. Колишні власники садиби жили в будинку дружини Олександра Олександровича Зінаїди Василівни. До березня 1920 року в будинках садиби були розташовані губернське відділення охорони здоров'я і 165-й стрілецький піхотний полк, також в цьому році - тільки що створене Чернігівське землемірне училище. У вересні 1920 року в одному з будинків розмістилася Третя радянська друкарня. Рішенням губвиконкому в будинках була розміщена робоча поліклініка, а з 1 травня 1923 року один з будинків зайняв Музей культів і Етнографічний музей. У 1923 році в будинку розмістився Санітарно-бактеріологічний інститут, а з 1926 року обіймав вже два будинки садиби.
У будинку в період 1926-1941 роки був розташований Санітарно-бактеріологічний інститут. Під час Великої Вітчизняної війни два будинки 24 серпня 1941 року було пошкоджено в результаті бомбардування німецько-фашистської авіацією, але після ремонту робота інституту відновилася. У переддень звільнення міста 19 вересня 1943 року вдома були спалені угорсько-фашистської військовою частиною, яка розміщувалася тут за кілька днів будинок цих подій.
У повоєнні роки садиба Гортинський була відновлена. В одному з будинків, відбудованому в 1946 році, розмістився міський комітет партії, в іншому, відбудованому в 1948 році - партійний кабінет і міськком комсомолу. У 1957 році приміщення було передано міській дитячій лікарні. Згодом, в 1958 році була споруджена двоповерхова галерея - простір між двома будинками забудували, об'єднавши в єдину будівлю. Після спорудження нового комплексу дитячої лікарні, в 1973 році в будівлі розмістилася обласна стоматологічна поліклініка.
Зараз в будівлі розміщується обласна стоматологічна поліклініка.

## Опис
Сучасний будинок № 19 спочатку складався з двох окремо побудованих будинків. Обидва цегляні, двоповерхові будинки, Г-образні в плані. Торці завершуються фронтонами з вікнами. Обидві секції будинку симетричні, що підкреслюють бічні ризаліти, увінчані аттиком. Над вхідними дверима розташовуються фронтони. Вікна східній секції увінчані сандриками: 1-го поверху — лучковими, 2-го поверху — прямими. Правий ризаліт західній секції будинку має балкон на другому поверсі. Фасад будівлі повернений на південний схід до Магістратської вулиці.
У переддень звільнення міста 19 вересня 1943 року будинки були спалені. Один з будинків був відбудований в 1946 році, інший — в 1948 році. Згодом, в 1958 році була споруджена двоповерхова галерея — простір між двома будинками забудували, об'єднавши в єдину будівлю.